# Campeonato Mundial de Hóquei no Gelo Sub-20
O Campeonato Mundial de Hóquei no Gelo SUB-20 é um torneio anual disputado pelas melhores seleções de juniores de hóquei no gelo. O torneio é organizado pela Federação Internacional de Hóquei no Gelo. Tem como maior campeão o Canadá, com 14 títulos. Seleção que participou de um dos momentos mais famosos do torneio em 1987 junto com a União Soviética, a Pancadaria de Piešťany no torneio daquele ano realizado na Tchecoslováquia. Os dois acabariam sendo desclassificados pelo incidente.